# DJアッコのパニックスタジオ
DJアッコのパニックスタジオ（でぃーじぇーアッコのぱにっくすたじお）は、和田アキ子がDJを務め、TOKYO FMで放送されていたラジオ番組で和田アキ子の冠番組である。

## 概要
和田にとっての、FMラジオ初登場の番組としてスタート。和田とアシスタントの木村達彦アナウンサーのフリートーク、リクエスト曲の紹介、週替わりのゲストとのトーク、リスナーからのはがき、FAX、メールの紹介をしていた。番組2年目の1999年4月からは、準レギュラーとして、和田の所属事務所・ホリプロの後輩女性タレントである、当時若手だった深田恭子、優香、新山千春、酒井彩名、大森玲子の5人が週替わりで出演していた。ただし、不定期にスケジュールの関係で和田と木村のみに戻る場合もあった。

## 放送時間
- 開始当初-1999年9月：毎週金曜日21:00～21:55
- 1999年10月-番組終了：毎週日曜日25:00～25:55

## アシスタント
- 木村達彦（当時・TFMアナウンサー、現・フリーアナウンサー、愛称「キムタツ」）

## 準レギュラー
全員、すべて和田と同じくホリプロに所属（当時）。1人ずつ週替わりで交代で出演（1999年4月～番組終了、大森は芸能活動休止に伴い、2000年3月で降板）。
- 深田恭子
- 優香
- 新山千春
- 酒井彩名
- 大森玲子（～2000年3月）